# Murcia Cobras
Murcia Cobras (o Cobras de Murcia) es un equipo de fútbol americano de Murcia, España que juega sus partidos en el Polideportivo Municipal José Barnés.

## Historia
El club nace en 1994, siendo admitido en el Registro Murciano de Entidades Deportivas. Disputa competiciones regionales durante dos campañas antes de incorporarse a la primera edición de la Liga de 2ª División Nacional unificada en la temporada 1997.
Tras varios años de problemas económicos y cambios en su directiva, el equipo atraviesa algunas temporadas en blanco y otras con la participación solamente en partidos amistosos hasta que en la temporada 2002/03 vuelve a disputar competiciones oficiales, participando en la Liga Valenciana. En la temporada 2004, el club ficha al entrenador italiano Walter Sabbioneda y se incorpora a la LNFA 2, competición que se disputaba en la modalidad 7x7. Compite en la LNFA 2 hasta su disolución, en la temporada 2009.
En 2012 debuta en la Liga Nacional de Fútbol Americano con un récord de 8 victorias en los 8 partidos de temporada regular, lo que le permitió disputar los play-offs de clasificación a la LNFA Elite, donde cayó ante Valencia Giants.En el año 2016 Murcia Cobras consigue el ansiado ascenso a Serie A, imponiéndose a L'Hospitalet Pioners. Desde entonces, Cobras siempre ha llegado a las semifinales por el título, siendo  su mayor logro el subcampeonato nacional obtenido en 2018, donde perdieron la final ante Badalona Dracs.
Además, Murcia Cobras cuenta con equipos júnior y cadete y categoría sénior, tanto femenino como masculino, en la modalidad de flag.

## Equipo juvenil
Su equipo juvenil ha disputado cinco finales de la Liga Nacional de Fútbol Americano Júnior (2007, 2008, 2009, 2010 y 2011), ganando tres de ellas (2008, 2009 y 2011). 